# 托瓦尔科沃 (卡卢加州)
托瓦尔科沃（俄语：Товарково）是一座位於俄羅斯卡盧加州捷尔任斯克区的市级镇。该地2021年人口有13,845人；2010年人口14,496；2002年人口14,454；1989年人口12,736。